# ویلیام مک‌کال (بازیگر)
ویلیام مک‌کال (انگلیسی: William McCall؛ ‏ ۱۹ مهٔ ۱۸۷۰ – ۱۰ ژانویهٔ ۱۹۳۸) بازیگر اهل ایالات متحده آمریکا بود.

از فیلم‌هایی که وی در آن نقش داشته‌است، می‌توان به مستأجرهای بیکار، آلمانی‌ها و جاسوس‌ها، فریب‌کاران و دیوانگان، خرس‌ها و مردمان بد، نقاب سرنوشت، شاگرد فروشنده، کالیبر بزرگ و در یک شب اتفاق افتاد اشاره کرد.